# Alicia Kirchner de Mercado

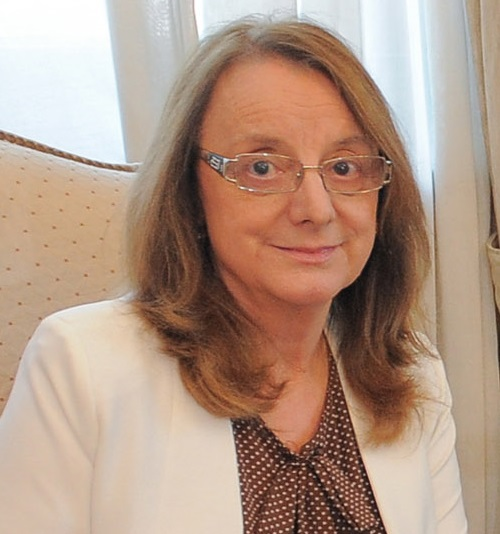
Alicia Kirchner de Mercado (2016)

Alicia Kirchner de Mercado (* 18. Juli 1946) ist eine argentinische Politikerin der Peronistischen Partei.

## Leben
Kirchner de Mercado ist die Schwester des ehemaligen Präsidenten Néstor Kirchner und Schwägerin seiner Nachfolgerin als Präsidentin, Cristina Fernández de Kirchner. Kirchner de Mercado studierte an der Universidad de Buenos Aires und an der Universidad Nacional de General San Martín. Nach ihrem Studium arbeitete sie als Lehrerin und Sozialarbeiterin. 
Kirchner de Mercado war vom 25. Mai 2003 bis zum 10. Dezember 2005 und erneut vom 14. August 2006 bis 10. Dezember 2015 Ministerin für Soziale Entwicklung in Argentinien. Dazwischen war sie als Senatorin tätig. Von Dezember 2015 bis Dezember 2023 war  sie als Nachfolgerin von Daniel Peralta Gouverneurin der Provinz Santa Cruz. Seit Dezember 2023 ist sie erneut Senatorin und vertritt die Provinz Santa für die Wahlallianz Unión por la Patria.